# Vito Ciampoli
Vito Ciampoli (San Vito Chietino, 1º novembre 1890 – Foggia, 1962) è stato un politico, ingegnere e urbanista italiano.

## Biografia
Nato a San Vito Chietino nel 1890, conseguì la laurea in ingegneria civile ed esercitò la professione di ingegnere e urbanista. Fu autore di significativi progetti edilizi e sistemazioni urbane a Foggia, tra i quali si ricordano in particolare lo "sventramento" del vecchio Borgo Scopari, previsto dal piano regolatore redatto da Cesare Albertini e approvato nel 1931.
Alla fine della seconda guerra mondiale aderì al Fronte dell'Uomo Qualunque e nel 1946 venne eletto nel primo consiglio comunale della città di Foggia. Dal marzo 1950 al marzo 1952 fu sindaco della città, uno dei pochi sindaci eletti in un capoluogo di provincia italiano nella lista qualunquista, il secondo a Foggia dopo il suo predecessore Paolo Telesforo.
Morì a Foggia nel 1962.